# Карл Лудвиг Август фон Хоентал
Карл Лудвиг Август фон Хоентал (на немски: Carl Ludwig August Graf von Hohenthal; * 9 април 1769 в Мерзебург; † 27 март 1826 в Лайпциг) е граф от род „фон Хоентал“ близо до Лайпциг, от 1790 г. саксонски хауптман на Лайпциг и собственик на множество рицарски имения.
Той е големият син на фрайхер/ или граф Йохан Якоб фон Хоентал (1740 – 1802) и съпругата му Йохана Кристиана Луиза фон Вутенау (1747 – 1815), дъщеря на Адам Лудвиг фон Вутенау-Хоентурм (1706 – 1763) и втората му съпруга Кристиана Магдалена Армгард фон Буркерсрода (* 1720). Внук е на фрайхер Кристиан Готлиб фон Хоентал (1701 – 1763) и Йохана Елизабет Нойхауз (1709 – 1751). Брат му граф Кристиан Готлиб фон Хоентал (* 1780) е женен за графиня Мария Елизабет Ердмута фон дер Шуленбург (* 1785).
На 7 август 1790 г. Карл Лудвиг Август фон Хоентал и целият род фон Хоентал е издигнат в Дрезден на имперски граф от курфюрст Фридрих Август I от Саксония като имперски викар.
След смъртта на баща му той поема първо заедно с по-малкия си брат Кристиан Готлиб собственостите и след това те ги разделят. Така Карл Лудвиг Август фон Хоентал става между другото собственик на рицарското имение Дьолкау в Саксония-Анхалт и построява от 1803 до 1806 г. двореца Дьолкау.

## Фамилия
Карл Лудвиг Август фон Хоентал се жени 1800 г. за Еренгарда Фридерика Вилхелмина фон Крозигк (* 30 декември 1781, дворец Хоенеркслебен; † 8 април 1849, Лайпциг), дъщеря на Гебхард Антон фон Кросигк (1754 – 1840) и Августа Ернестина Елизабет фон дер Шуленбург (1761 – 1840), дъщеря на Александер Якоб фон дер Шуленбург (1710 – 1775). Те имат шест деца:
- Клара Луиза Елизабет фон Хоентал (* 31 януари 1801, дворец Хоенеркслебен; † 17 декември 1850, Берлин), омъжена 1830 г. за граф Емануел Готхард Шафгоч-Земперфрай фон и цу Кинаст и Грайфенщайн (* 16 септември 1802; † 21 август 1878)
- Армгарда фон Хоентал (* 15 януари 1802)
- Карл Фридрих Антон фон Хоентал (* 6 ноември 1803, Мерзебург; † 11 декември 1852, Хоенприсниц), женен I. 1829 г. за графиня Валпургис Хедвиг Шафгоч-Земперфрай фон и цу Кинаст и Грайфенщайн (* 24 март 1810, Вармбрун; † 27 октомври 1836, Пюхау), II. на 27 юли 1838 г. в Зомершенбург за графиня Емилия Найдхардт фон Гнайзенау (* 28 декември 1809, Зомершенбург; † 17 февруари 1855, Ваймар); има общо осем деца
- Изидора фон Хоентал (* 30 януари 1805; † 1849), омъжена 1824 г. за Карл Адам Траугот фон Вутенау (1791 – 1862)
- Карл Емил фон Хоентал (* 8 октомври 1808), женен за графиня Ернестина Ида фон Зехер-Тос (* 15 март 1814); имат седем деца
- Карл Адолф фон Хоентал (* 27 ноември 1811; † 9 октомври 1875)